# Mosselplaat
Mosselplaat è un'isola disabitata dei Paesi Bassi situata nel Veerse Meer nella provincia della Zelanda.
Il nome dell'isola, tradotto letteralmente in italiano significa "banco di sabbia del mitilo". L'isola è coperta sia da bosco che da pascolo ed è dotata di banchine per l'approdo di imbarcazioni da diporto.